# Abdullah Gül
Abdullah Gül (1950. október 29. –) török politikus, Törökország miniszterelnöke 2002 és 2003 között, 2007 és 2014 között az ország elnöke.

## Élete
Törökország tizenegyedik köztársasági elnöke, akit 2007. augusztus 28-án választották meg. 2002-2003-ban öt hónapig az ország miniszterelnöke is volt, 2003-tól 2007-ig pedig külügyminiszteri posztot töltött be. Megválasztása tüntetéseket eredményezett, mivel Igazság és Fejlődés Pártja (AKP) politikusának felesége, Hayrünissa Gül iszlám szokások szerint fejkendőt visel, amit az iszlámista politika szimbólumának tartanak Atatürk követői.
2011-ben a magyar-török politikai, gazdasági és kulturális kapcsolatok fejlesztése és erősítése érdekében végzett tevékenysége elismeréseként Schmitt Pál magyar köztársasági elnöktől megkapta a Magyar Köztársasági Érdemrend nagykeresztje a lánccal polgári tagozata kitüntetését.